# Advance (manzana)
Advance es el nombre de la variedad cultivar de manzano (Malus domestica). 
Un híbrido del cruce de Cox's Orange Pippin x Gladstone. Criado en Bedford por "Laxton Bros. Ltd.", en 1908 y presentado por ellos en 1929. Recibió el Premio al Mérito de la Royal Horticultural Society (Sociedad Real de Horticultura) en 1932. Las frutas tienen una pulpa suave y fina con un sabor dulce, subácido y aromático. Los árboles tienden a ser propensos al moho y al cancro.

## Sinonimia
- "Advance (M146)",
- "Laxton's Advance".

'Advance', este nombre lo utiliza también una variedad desarrollada en el Canadá en la Universidad de Saskatchewan en 1959.

## Historia
'Advance' es una variedad de manzana, híbrido del cruce de Cox's Orange Pippin x Gladstone. Desarrollado y criado a partir de 'Cox's Orange Pippin' mediante una polinización por la variedad 'Gladstone', por "Laxton Bros. Ltd." Bedford, Inglaterra, (Reino Unido) a principios del siglo XX en 1908 y presentado por ellos en 1929. Recibió el Premio al Mérito de la Royal Horticultural Society (Sociedad Real de Horticultura) en 1932.
'Advance' se cultiva en la National Fruit Collection con el número de accesión: 1962-020 y Accession name: Advance (M146).

## Características
'Advance' árbol de extensión erguida, de vigor moderadamente vigoroso, portador de espuela. Tiene un tiempo de floración que comienza a partir del 4 de mayo con el 10% de floración, para el 9 de mayo tiene una floración completa (80%), y para el 16 de mayo tiene un 90% caída de pétalos.
'Advance' tiene una talla de fruto medio; forma cónica redonda, con una altura de 50.00mm, y con una anchura de 65.00mm; con nervaduras medianas; epidermis con color de fondo amarillo pálido, con un sobre color rubor marrón rojizo, importancia del sobre color alto, y patrón del sobre color rayas rojas más oscuras y rotas, "russeting" (pardeamiento áspero superficial que presentan algunas variedades) ausente o muy bajo; la piel tiende a ser lisa a pesar de las numerosas lenticelas pequeñas de color rojizo y se vuelve grasienta en la madurez; ojo de tamaño pequeño y cerrado en una cuenca poco profunda y abierta alrededor de la cual se encuentra una corona levemente nudosa; pedúnculo corto y medianamente grueso, situado en una cavidad bastante profunda y apretada; carne es de color verde pálido, de textura fina y tierna. Jugosa, dulce y aromática, con sólo un toque de agrio.
Su tiempo de recogida de cosecha se inicia a principios de agosto. Madura pronto pero debe ser usado poco después de recogida pues no se mantiene bien.

## Usos
Una buena manzana de uso de postre fresca en mesa.

## Ploidismo
Diploide, auto estéril. Grupo de polinización: D, Día 13.